# Halffterobolbus laevistriatus
Halffterobolbus laevistriatus is een keversoort uit de familie cognackevers (Bolboceratidae). De wetenschappelijke naam van de soort werd in 1932 gepubliceerd door Antoine Boucomont.